# 坨院街道
坨院街道，是中华人民共和国湖南省怀化市鹤城区下辖的一个乡镇级行政单位。

## 行政区划
坨院街道下辖以下地区：
学院岭社区、军民社区、城东社区、坨院村、西牛村和桐形村。